# Никканен, Юрьё
Йоуко Юрьё Никканен (фин. Jouko Yrjö Nikkanen; 31 декабря 1914, Каннельярви, Страндаский уезд — 18 ноября 1985, Нокиа, Хяме) — финский легкоатлет, призёр Олимпийских игр.

## Биография
Родился 31 декабря 1914 года в Каннельярви, Великое княжество Финляндское. В 1936 году на Олимпийских играх в Берлине стал обладателем серебряной медали в метании копья. В 1938 и 1946 годах стал обладателем серебряных медалей чемпионата Европы.
Скончался 18 ноября 1985 года